# Boningale
Boningale est une paroisse civile et un village du Shropshire, en Angleterre.